# Itapitanga
Itapitanga is een gemeente in de Braziliaanse deelstaat Bahia. De gemeente telt 10.376 inwoners (schatting 2009).

## Geboren
- Gleison Bremer (1997), voetballer